# Carlos "Café" Martínez
Carlos Alberto Escobar Martínez (La Guaira, 1 de agosto de 1965 - Caracas, 24 de enero de 2006) fue un beisbolista venezolano, conocido en su país natal, como el «Café» Martínez.

## Carrera en Venezuela
Martínez nació en La Guaira, la capital del Estado Vargas y jugó toda su carrera en la LVBP para los Tiburones de La Guaira y fue uno de los jugadores más emblemáticos de este equipo. Allí jugó un total de 15 temporadas, siempre con los números 27 y 40, en las que conectó 495 hits, 40 cuadrangulares, empujó 265 carreras y robó 40 almohadillas, conformando en los años 80 la llamada "guerrilla" junto a beisbolistas como Oswaldo Guillén, Norman Carrasco, Gustavo Polidor, Luis Salazar, Raúl Pérez Tovar, Alfredo Pedrique y Luis Mercedes Sánchez entre otros. Obtuvo el título de bateo de la Liga de Béisbol de Venezuela en la temporada 1988 - 1989, con un promedio de 331. Su dorsal 40 fue retirado del equipo Tiburones de La Guaira.
También vistió la camiseta de otros equipos como los Leones del Caracas y Águilas del Zulia, en calidad de refuerzo. para la Serie del Caribe.

## Carrera en el Béisbol fuera de Venezuela
Martínez, cariñosamente apodado "Café", fue firmado por los Yanquis de Nueva York como agente libre en el año 1983. Durante el año 1986 a mitad de temporada, fue enviado por Nueva York para los Medias Blancas en el mismo cambio que trajo Ron Kittle a los Yankees. Por último, Martínez hizo su debut en Grandes Ligas con Chicago en 1988.
Insigne defensor de la primera y la tercera base, fue un poderoso bateador que jugó para los Chicago White Sox (1988-90), Cleveland Indians (1991-93) y California Angels (1995).
A pesar de su impresionante marco, Martínez nunca fue capaz de cumplir con el potencial que mostró en las ligas menores. Su temporada más productiva vino en 1989 con los Medias Blancas, cuando él fijó récords de su carrera en promedio de bateo (.300), turnos al bate (350), hits (105), carreras anotadas (44) y dobles (22), y también fue nombrado para el novato del equipo Topps All-Star.
Además, Martínez hizo su última aparición en las Grandes Ligas con los Angelinos en 1995. Él es quizás mejor recordado como el bateador que golpeo la pelota que rebotó en la cabeza de José Canseco para un jonrón el 26 de mayo de 1993.
Durante sus siete temporadas en las Grandes Ligas conectó 383 hits, 63 dobles, 6 triples y 25 vuelacercas. Impulsó 161 y anotó 145 carreras en 465 juegos en los que participó.

## Muerte
Falleció el martes 24 de enero de 2006, luego de permanecer recluido, desde el 1 de enero de ese mismo año, en el Hospital Clínico Universitario de Caracas víctima de un cáncer en el estómago. El sepelio tuvo lugar en el casco histórico de La Guaira.

## Datos personales
Dos de sus hijos son beisbolistas profesionales son José "Cafecito" Martínez (utiliza el número 40 en honor a su padre) y Teodoro Martínez; ambos juegan con el equipo Tiburones de La Guaira en la LVBP. Este último anteriormente jugaba con los Tigres de Aragua, sin embargo llegó a los escualos tras un cambio.

## Estadio con su nombre
El Estadio Carlos "Café" Martínez es un estadio de béisbol de propiedad pública. A partir de su finalización será la sede de los Tiburones de La Guaira uno de los 8 equipos de la Liga Venezolana de Béisbol Profesional. Tiene una capacidad para 15 mil espectadores. El nombre del estadio se debe a uno de los jugadores más reconocidos de ese equipo Carlos "Café" Martínez quien falleció el 24 de enero de 2006.